# FA Women's Premier League National Division
La FA Women's Premier League National Division è stata una divisione del campionato inglese femminile di calcio, posta sotto l'egida della Football Association. Dal 1991, anno della sua istituzione, fino al 2010, è stato il campionato di massima serie. Dalla stagione 2010-2011 ha rappresentato il secondo livello, a seguito della creazione della FA Women's Super League, un torneo di otto squadre con cadenza annuale, disputato tra aprile e settembre. La FA Women's Premier League National Division è stata soppressa nel 2013, prima che venisse lanciata la FA Women's Super League 2, che diventò la nuova seconda serie del campionato inglese dopo la FA Women's Super League 1.
Il livello inferiore alla National Division era diviso in due gironi, Northern e Southern Division, ciascuno composta da 12 squadre. Queste due divisioni sono rimaste dopo la soppressione della National Division a rappresentare il terzo livello del campionato inglese femminile di calcio.
Dal 1991 al 2010 la squadra prima classificata nella National Division era anche campione d'Inghilterra. Inoltre, affrontava la squadra vincitrice della FA Women's Cup nella FA Women's Community Shield. Dalla stagione 2000-2001 la prima classificata si qualificava alla UEFA Women's Cup. Nel 2006-2007 si qualificò alla UEFA Women's Cup anche la seconda classificata, l'Everton, poiché l'Arsenal, prima classificata, si qualificò come campione in carica. Nelle stagioni 2008-2009 e 2009-2010 le prime due classificate si qualificavano alla neo-costituita UEFA Women's Champions League.
Il numero di squadre partecipanti al torneo era dieci fino alla stagione 2006-2007, quando il numero di squadre fu incrementato a dodici. Infine, nella stagione 2010-2011 le squadre furono ridotte a otto: sei squadre lasciarono la National Division per giocare nella nuova FA Women's Super League e due squadre furono promosse dal livello inferiore.

## Albo d'oro

### Primo livello
- 1991-1992:  Doncaster Belles
- 1992-1993:  Arsenal
- 1993-1994:  Doncaster Belles
- 1994-1995:  Arsenal
- 1995-1996:  Croydon
- 1996-1997:  Arsenal
- 1997-1998:  Everton
- 1998-1999:  Croydon
- 1999-2000:  Croydon
- 2000-2001:  Arsenal

- 2001-2002:  Arsenal
- 2002-2003:  Fulham
- 2003-2004:  Arsenal
- 2004-2005:  Arsenal
- 2005-2006:  Arsenal
- 2006-2007:  Arsenal
- 2007-2008:  Arsenal
- 2008-2009:  Arsenal
- 2009-2010:  Arsenal

### Secondo livello
- 2010-2011:  Sunderland
- 2011-2012:  Sunderland
- 2012-2013:  Sunderland

## Statistiche

### Campionati vinti per squadra
| Squadra          | Titoli | Anni |
| Arsenal          | 12     | 1992-1993, 1994-1995, 1996-1997, 2000-2001, 2001-2002, 2003-2004, 2004-2005, 2005-2006, 2006-2007, 2007-2008, 2008-2009, 2009-2010 |
| Croydon          | 3      | 1995-1996, 1998-1999, 1999-2000 |
| Sunderland       | 3      | 2010-2011, 2011-2012, 2012-2013 |
| Doncaster Belles | 2      | 1991-1992, 1993-1994 |
| Everton          | 1      | 1997-1998 |
| Fulham           | 1      | 2002-2003 |